# Außerordentlicher FDP-Bundesparteitag 1952
Koordinaten: 51° 26′ 47″ N, 7° 0′ 38″ O

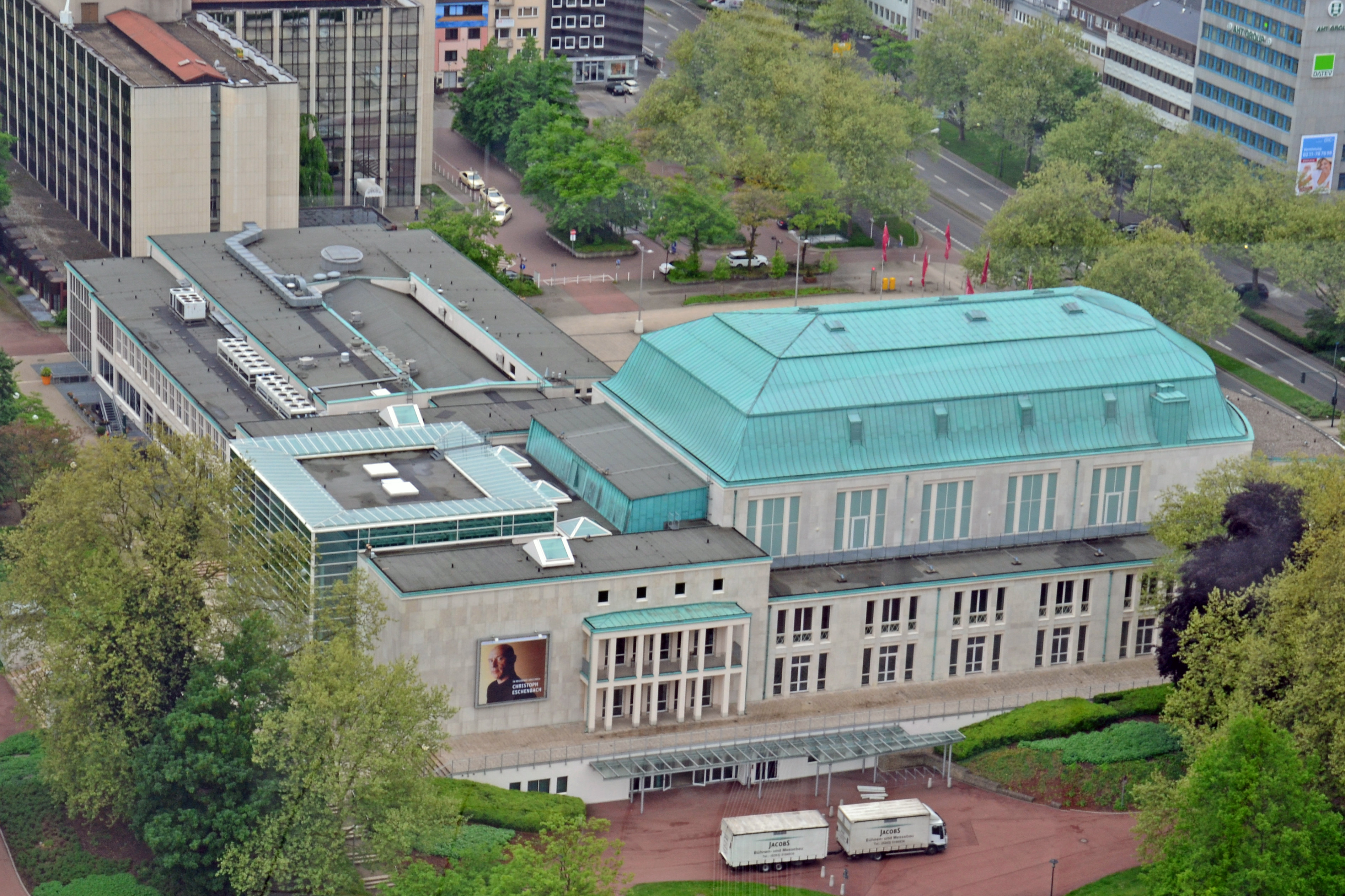
Saalbau, Essen

Den außerordentlichen Bundesparteitag 1952 hielt die FDP vom 12. bis 13. Juli 1952 in Essen ab. Es handelte sich um den 1. außerordentlichen Bundesparteitag der FDP in der Bundesrepublik Deutschland.

## Verlauf
Auf dem Parteitag diskutierte die FDP über die Koalitionsmöglichkeiten im Bund und in den Ländern, die Entnazifizierung und eine neue Satzung. Außerdem trat sie dem von SPD und Gewerkschaften vertretenen Marxismus entschlossen entgegen. Es wurden die „Essener Entschließungen“ verabschiedet, die bereits Anklänge an das „Deutsche Programm“ des NRW-Landesvorsitzenden Friedrich Middelhauve enthielten, das dieser auf dem Landesparteitag in Bielefeld wenige Wochen später einbrachte.